# Discographie des 3OH!3
La discographie de 3OH!3, un groupe américain d'electro hop, contient trois albums studio, deux extended plays et cinq singles.

## Albums

### Albums studio
| 2007                                                               | 3OH!3 - Sortie : 2 juillet 2007 - Label : auto-sortie - Formats : CD                                           | —  | — | —  | —  | —  | —  |
| 2008                                                               | Want - Sortie : 8 juillet 2008 - Label : Photo Finish Records - Formats : CD, téléchargement numérique         | 44 | 2 | —  | 47 | —  | 77 |
| 2010                                                               | Streets of Gold - Sortie : June 29, 2010 - Label : Photo Finish Records - Formats : CD, téléchargement digital | 7  | 1 | 75 | 10 | 79 | 19 |
| « — » indique les albums qui n'ont pas eu de place dans les charts | |    |   |    |    |    |    |

### Extended plays
| Année | Détails de l'album                                                       |
| ----- | ------------------------------------------------------------------------ |
| 2008  | Live Session EP - Sortie : 8 juillet 2008 - Label : Photo Finish Records |
| 2009  | 3OH!3 / Innerpartysystem Split 7 - Sortie : 2009 - Label : Photo Finish  |

## Singles
| 2007                                                                               | Electroshock                      | —  | —  | —  | —  | —  | —  | —  | —  | —   | —  |                                                               | 3OH!3           |
| 2009                                                                               | Don't Trust Me                    | 7  | 3  | —  | 6  | 95 | 17 | 8  | —  | 21  | 64 | - US: 2× Platine - AUS: Platine - NZ: Gold - CAN: 3× Platinum | Want            |
| 2009                                                                               | Starstrukk (featuring Katy Perry) | 66 | 4  | 48 | 31 | —  | 4  | 16 | 55 | 3   | 19 | - US: Platine - AUS: 2× Platine - NZ: Or - UK: Or             | Want            |
| 2010                                                                               | My First Kiss (featuring Ke$ha)   | 9  | 13 | 28 | 7  | 37 | 10 | 15 | —  | 7   | 23 | - US: Or - AUS: Or - CAN: Platine                             | Streets of Gold |
| 2010                                                                               | Double Vision                     | 87 | 42 | —  | 49 | —  | —  | —  | —  | 133 | —  |                                                               | Streets of Gold |
| « — » ceci indique que le single n'a pas de place dans les charts ou aucune sortie |                                   |    |    |    |    |    |    |    |    |     |    |                                                               |                 |

### Singles promotionnels / Autres chansons classées
| Année | Single                                | Meilleures positions dans les charts | Meilleures positions dans les charts | Album           |
| Année | Single                                | US                                   | CAN                                  | Album           |
| ----- | ------------------------------------- | ------------------------------------ | ------------------------------------ | --------------- |
| 2010  | Follow Me Down (featuring Neon Hitch) | 89                                   | 36                                   | Almost Alice    |
| 2010  | Touchin' On My                        | 49                                   | 22                                   | Streets of Gold |
| 2010  | Déjà Vu                               | 75                                   | —                                    | Streets of Gold |
| 2010  | I Can Do Anything                     | 100                                  | —                                    | Streets of Gold |
| 2010  | We Are Young                          | 123                                  | 70                                   | Streets of Gold |
| 2010  | Hit it Again                          | 66                                   | 49                                   | The Vault       |

### Collaborations
| 2010                                                                               | Blah Blah Blah (Kesha featuring 3OH!3) | 7  | 3 | 11 | 3  | 18 | 7 | 38 | 11 | - US: Platine - AUS: Platine - NZ: Or - CAN: 2x Platine | Animal     |
| 2010                                                                               | Hey (avec Lil Jon)                     | 62 | — | —  | 48 | —  | — | —  | —  |                                                         | Crunk Rock |
| « — » indique les chansons qui n'ont pas de place dans les charts ou aucune sortie |                                        |    |   |    |    |    |   |    |    |                                                         |            |

## Clips vidéo
| Année | Chanson                                               | Directeur(s)               |
| ----- | ----------------------------------------------------- | -------------------------- |
| 2007  | Electroshock                                          |                            |
| 2007  | Holler Till You Pass Out                              | Isaac Ravishankara         |
| 2009  | Don't Trust Me                                        |                            |
| 2009  | Hey (Lil' Jon feat. 3OH!3)                            |                            |
| 2009  | Starstrukk(Bersion Solo - Web)                        | Steve Jocz                 |
| 2009  | Starstrukk (Version Duo Remix - featuring Katy Perry) | Marc Klasfeld / Steve Jocz |
| 2010  | Blah Blah Blah (Ke$ha feat. 3OH!3)                    | Brendan Malloy             |
| 2010  | House Party                                           | Isaac Ravishankara         |
| 2010  | My First Kiss                                         | Isaac Ravishankara         |
| 2010  | Double Vision                                         |                            |
| 2010  | Touchin' on My                                        |                            |
| 2011  | Robot                                                 | Mike Diva                  |

## Autres apparences
Ces chansons ne figurent ni sur un album ou un single de 3OH!3.
| Année | Chanson                 | Notes                                              |
| ----- | ----------------------- | -------------------------------------------------- |
| 2008  | Colorado Rockies Anthem |                                                    |
| 2008  | I'm Good, I'm Gone      | - Collaboration avec Lykke Li                      |
| 2009  | Sex on the Beach        | - Appearait sur The Real World: Cancun             |
| 2009  | Careless Whisper        | - Collaboration avec Alex Gaskarth et Juliet Simms |
| 2010  | Guns and Horses         | - Apparait sur Radio 1 Live Lounge                 |